# قائمة الشركات في قطر

موقع قطر

قطر دولة ذات سيادة تقع في غرب آسيا، وتحتل شبه جزيرة قطر الصغيرة على الساحل الشمالي الشرقي لشبه الجزيرة العربية.أُكتِشف النفط في قطر عام 1940 في حقل دخان.  أدى هذا الاكتشاف إلى تحول في اقتصاد الولاية.
حاليًا، تتمتع البلاد بمستوى معيشي مرتفع لمواطنيها القانونيين.
مع عدم وجود ضريبة على الدخل، تعد قطر (بالإضافة إلى البحرين والإمارات العربية المتحدة) واحدة من الدول التي لديها أدنى معدلات الضرائب في العالم.
كما ينص قانون الشركات على أن يمتلك المواطنون القطريون 51% من أي مشروع في الإمارة.  حيث بلغ معدل البطالة في يونيو 2013 0.1٪. 
وفي يناير/كانون الثاني 2018، وافق مجلس الوزراء على مشروع قانون جديد يسمح بالاستثمار الأجنبي بنسبة 100% في جميع الأنشطة والقطاعات الاقتصادية والتجارية لمساعدة تدفق رأس المال الأجنبي. 

## شركات بارزة
تتضمن هذه القائمة الشركات البارزة التي يقع مقرها الرئيسي في الدولة.
تتبع الصناعة والقطاع التصنيف المعياري لتصنيف الصناعة. يتم تضمين المنظمات التي توقفت عن العمل ويشار إليها على أنها منتهية الصلاحية.
| الاسم                             | الصناعة              | القطاع                     | المقر          | تأسست | ملاحظات                                               |
| --------------------------------- | -------------------- | -------------------------- | -------------- | ----- | ----------------------------------------------------- |
| شبكة الجزيرة الإعلامية            | خدمات استهلاكية      | إذاعة وترفيه               | الدوحة         | 1996  | مؤسسة إعلامية                                         |
| بروة العقارية                     | خدمات مالية          | تطوير وخدمات عقارية        | الدوحة         | 2005  | تطوير                                                 |
| بي إس آي ستيل                     | مواد خام             | حديد وصلب                  | الدوحة         | 2006  | شركة حديد                                             |
| غانم بن سعد السعد وأولاده القابضة | تكتل                 | -                          | الدوحة         | 1994  | شركات تعمل في السيارات، والطيران، والتعليم، والعقارات |
| الخليج العالمية للحفر             | نفط وغاز             | تنقيب وإنتاج               | الدوحة         | 2004  | جزء من قطر للطاقة                                     |
| هليكوبترات خليج                   | خدمات استهلاكية      | خطوط طيران                 | الدوحة         | 1970  | خدمات تأجير المروحيات                                 |
| مؤسسة حمد الطبية                  | خدمات صحية           | توفير الخدمات الصحية       | الدوحة         | 1979  | شركة خدمات صحية مملوكة للدولة                         |
| بنك قطر الدولي (IBQ)              | خدمات مالية          | مصارف                      | الدوحة         | 1956  | مصرف خاص                                              |
| كهرماء قطر                        | خدمات توفير الكهرباء | توفير الكهرباء             | الدوحة         | 2000  | شركة كهرباء ومياه وطنية                               |
| ناقلات قطر                        | خدمات صناعية         | نقل بحري                   | الدوحة         | 2004  | شركة شحن مملوكة للدولة                                |
| مجموعة شركات نعمة                 | خدمات صناعية         | خدمات صناعية               | الدوحة         | 1955  | شركة متعددة التخصصات                                  |
| أوريدو                            | اتصالات              | خدمات خطوط الاتصال الأرضية | الدوحة         | 1987  | شركة اتصالات مملوكة للدولة                            |
| أوريكس جي تي إل                   | نفط وغاز             | تنقيب وإنتاج               | رأس لفان       | 2003  | شركة تسييل الغاز                                      |
| الخطوط الجوية القطرية             | خدمات استهلاكية      | خطوط طيران                 | الدوحة         | 1993  | شركة خطوط طيران مملوكة للدولة                         |
| الطيران الأميري القطري            | خدمات استهلاكية      | حطوط طيران                 | الدوحة         | 1977  | شركة خطوط طيران للشخصيات الهامة مملوكة للدولة         |
| بنك قطر للتنمية                   | خدمات مالية          | مصارف                      | الدوحة         | 1997  | مصرف مملوك للدولة                                     |
| بورصة قطر                         | خدمات مالية          | حدمات استثمار              | الدوحة         | 1995  | خدمات تحويل عملات مملوكة للدولة                       |
| القطرية لطائرات رجال الأعمال      | خدمات استهلاكية      | خطوط طيران                 | الدوحة         | 2009  | طائرات خاصة تابعة لالخطوط الجوية القطرية              |
| قطر للتأمين                       | خدمات مالية          | خدمات تأمين                | الدوحة         | 1964  | شركة تأمين مملوكة للدولة                              |
| بنك قطر الوطني                    | خدمات مالية          | مصارف                      | الدوحة         | 1964  | مصرف تجاري                                            |
| قطر للأسمنت                       | خدمات صناعية         | مواد بناء                  | أم باب         | 1965  | شركة تصنيع إسمنت                                      |
| قطر الوطنية للمشاريع الطبية       | خدمات صحية           | خدمات صحية                 | الدوحة         | 2005  | شركة رعاية صحية                                       |
| قطر للطاقة                        | نفط وغاز             | تنقيب وإنتاج               | الدوحة         | 1974  | شركة نفط مملوكة للدولة                                |
| قطر ستيل                          | مواد خام             | حديد وصلب                  | مسيعيد         | 1974  | شركة حديد وصلب مملوكة للدولة                          |
| قطر للغاز                         | نفط وغاز             | تنقيب وإنتاج               | الدوحة         | 1984  | شركة غاز طبيعي مملوكة للدولة                          |
| راس غاز                           | نفط وغاز             | تنقيب وإنتاج               | الدوحة         | 2001  | شركة غاز طبيعي                                        |
| السلام العالمية                   | تكتل                 | -                          | الدوحة         | 1952  | شركة متعددة التخصصات                                  |
| مجموعة سي شور                     | تكتل                 | -                          | الخور والدخيرة | 1989  | شركة متعددة التخصصات                                  |

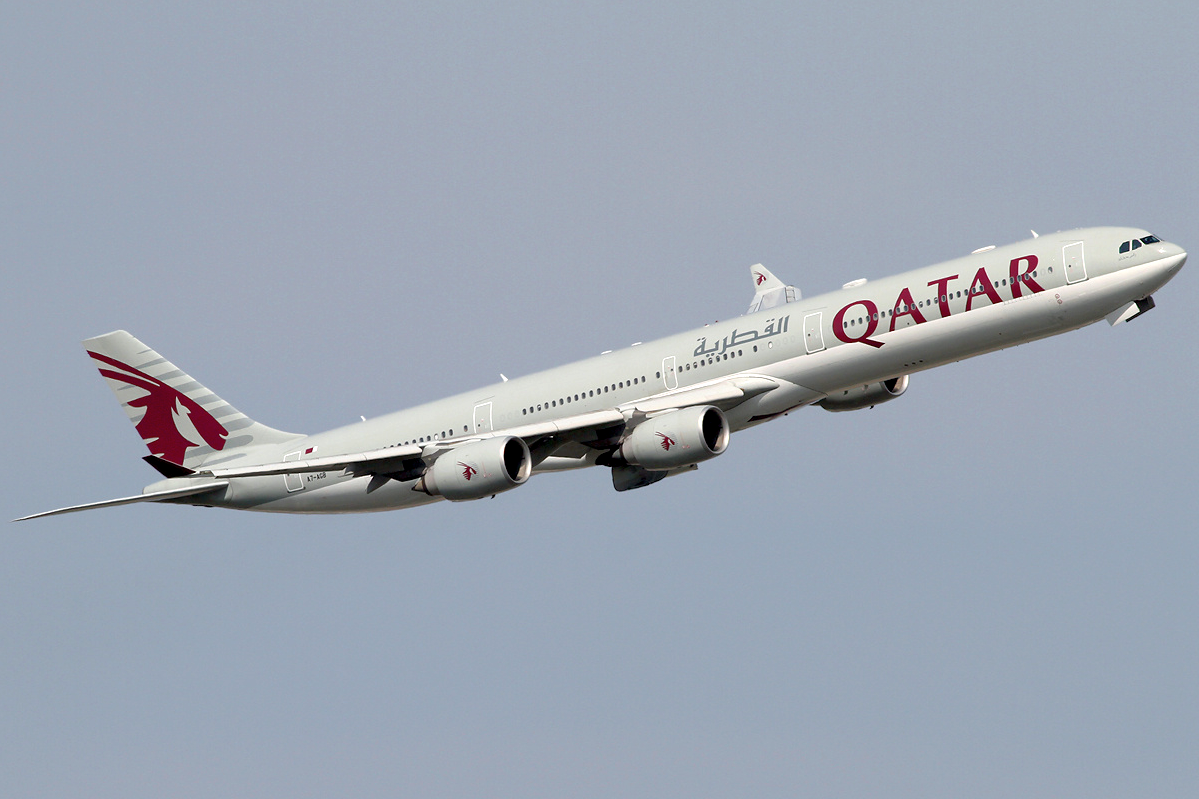
طائرةالخطوط الجوية القطرية إيرباص A340-600 تغادرمطار هيثرو في لندن في عام 2014.
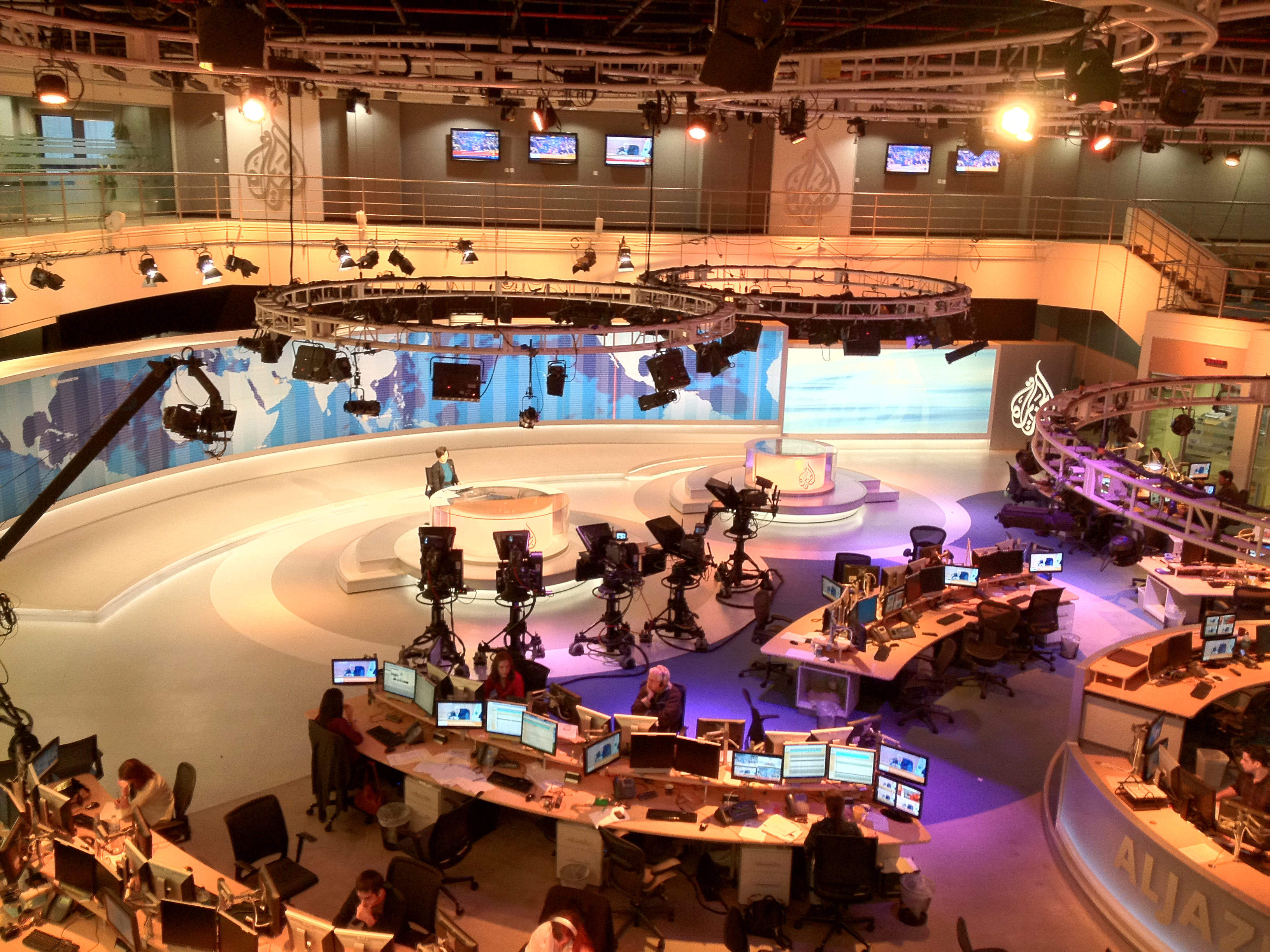
مكتب الأخبار بقناة الجزيرة الإنجليزية

## أنظر أيضا
- قائمة شركات الطيران في قطر
- اقتصاد قطر
- بورصة قطر.